# Chinasat 7
O Chinasat 7, também conhecido por Zhongxing 7 (ZX-7) e HGS-2, foi um satélite de comunicação geoestacionário construído pela Hughes, ele era operado pela China Satcom. O satélite foi baseado na plataforma HS-376 e sua expectativa de vida útil era de 10 anos. Devido a uma falha no lançamento o satélite não foi entregue na órbita de transferência geoestacionária correta.

## Lançamento
O satélite foi lançado ao espaço no dia 18 de agosto de 1996, por meio de um veículo Longa Marcha 3, a partir do Centro Espacial de Xichang, na China. Após uma falha do terceiro estágio do foguete levou o mesmo a uma órbita quase inútil. Ele tinha uma massa de lançamento de 1.200 kg.

## Capacidade e cobertura
O Chinasat 7 era equipado com 24 (mais 6 de reserva) transponders em banda C para prestar serviços de telecomunicações para a China.